# Serixia literata
Serixia literata är en skalbaggsart som först beskrevs av Francis Polkinghorne Pascoe 1858.  Serixia literata ingår i släktet Serixia och familjen långhorningar.
Artens utbredningsområde är Sulawesi. Inga underarter finns listade i Catalogue of Life.